# یاکتی-کول (شهرستان ملئوزوفسکی، باشقیرستان)
یاکتی-کول (انگلیسی: Yakty-Kul, Meleuzovsky District, Republic of Bashkortostan) یک شهرک در شهرستان ملئوزوفسکی استان باشقیرستان کشور روسیه است.